# George Müller
Johann Georg Ferdinand Müller (n. 27 septembrie 1805, Kroppenstedt, Saxonia-Anhalt, Germania – d. 10 martie 1898, Bristol, Regatul Unit al Marii Britanii și Irlandei) a fost un creștin evanghelist și Director al orfelinatului Ashley Down din Bristol, Anglia, a avut grijă de 10.024 de orfani pe parcursul întregii vieți. A fost cunoscut ca o personalitate care a oferit educație copiilor pe care i-a îngrijit. A fost acuzat chiar că a oferit o educație peste norma normală educațională al acelei vremi. A instituționalizat 117 școli care au oferit educație creștină a peste 120.000 de copii, mulți dintre ei fiind orfani.
De multe ori numele lui este greșit scris ca „Mueller”, cu particularitate în SUA. „Mueller” este de fapt o versiune anglicizată derivată din "Müller". George Müller însă nu și-a schimbat niciodată numele și întotdeauna a avut grijă să noteze cele două puncte deasupra literei “u.” Însă când nepotul său, Edward Groves, îl întreba care este diferența dintre “u” cu două puncte și “u” fără puncte, George își pronunța numele ca și cum s-ar fi scris „Meller.

## O viață în rugăciune
Müller se ruga pentru orice și avea așteptarea ca rugăciunea să îi fie răspunsă. Un exemplu este când la una din case, boilerul a încetat să mai funcționeze; Müller trebuia sa îl aibă reparat. Acum, asta era o problemă pentru că boilerul era zidit în perete iar vremea se înrăutățea. Așa că s-a rugat pentru două lucruri; în primul rând ca muncitorilor pe care i-a angajat să le stea mintea la muncă și în timpul nopții, și în al doilea rând ca vremea să se îmbunatățească. Marțea de dinaintea zilei când lucrarea trebuia să fie terminată, un vânt amar tot mai bătea din Nord, înainte ca lucrătorii să ajungă, un vânt din sud a început să bată, și era așa de blând că nu a mai fost nevoie să încălzească clădirile. În acea seară, șeful companiei cu care încheiase contractul a vizitat site-ul ca să vadă cum poate accelera evoluția lucrării, și i-a instruit pe lucrători să raporteze în dimineața următoare stadiul acesteia. Șeful de echipă a spus că ei ar vrea să lucreze peste noapte. Lucrarea a fost terminată în 30 de ore. 

## În tinerețe
Müller a fost născut în Kroppenstaedt (actual Kroppenstedt), un sat lângă Halberstadt în Regatul Prusiei. În 1810, familia Müller s-a mutat lângă Heimersleben, bătrânul tată fiind colector de taxe. George a avut un frate mai mare, Friedrich Johann Wilhelm (1803 – 7 Oct 1838) iar după ce văduvul tată s-a recăsătorit a mai avut încă un frate din tată, Franz (n. 1822).
Deși viața sa este remarcată prin dreptate – contrar, el a fost un hoț, mincinos și practica jocurile de noroc. La vârsta de 10 ani, Müller fura banii guvernului din casa tatălui său. Când mama sa era pe moarte, la vârsta de 14 ani, el juca cărți pe bani cu prietenii și se îmbăta. Tatăl familiei Müller a vrut să îi ofere o educație religioasă care l-ar fi putut ajuta să câștige o poziție de preot în mijlocul bisericii. A studiat divinitatea la Universitatea Halle, și acolo a întâlnit câțiva colegi care l-au invitat la o întâlnire de rugăciune creștină. Din acel moment a început să citească biblia cu regularitate și să discute despre creștinism cu alte persoane care veneau la întâlnirea de rugăciune. După ce a văzut un bărbat rugându-se la Dumnezeu pe genunchi, și-a dat seama de nevoia sa de a fi salvat. Imediat ce a ajuns acasă, s-a îndreptat spre pat unde a îngenuncheat și s-a rugat. L-a rugat pe Dumnezeu să îl ajute în viața de zi cu zi, să îl binecuvânteze oriunde se duce și să îl ierte de păcate. Imediat după această rugăciune a încetat să mai bea, fure sau să minta și a început să își dorească să fie misionar. A început să predice regulat în bisericile din vecinătate și a continuat să se întâlnească și cu alte biserici

## Începuturile muncii
În 1828, Müller s-a oferit să lucreze cu evrei în Anglia prin Societatea Londoneză ce promovează creștinătatea printre evrei, așa a ajuns în Londra pe 19 martie 1829. Pe la mijlocul lunii mai, se îmbolnăvește li nu crede că va rezista bolii. A fost trimis la Teignmouth pentru recuperare, acolo însă l-a întâlnit pe Henry Craik, care i-a devenit prieten pe viață. Müller s-a întors la Londra în septembrie, însă la zece zile, începe să se simtă rău din nou și crede că este din cauza șederii și studierii acasă. Cere societății să îl trimită să predice însă nu primește nici un răspuns. Pe la sfârșitul lunii noiembrie începe să se îndoiască dacă societatea era locul unde el trebuia să fie iar pe 12 decembrie ia decizia să plece, însă nu o face timp de o lună. Müller s-a întors la Exmouth pe 31 decembrie pentru o scurtă vacanță unde a predicat la diferite întâlniri. A scris societății pe la începutul lunii ianuarie cerându-le să îl lase să lucreze în locurile unde Dumnezeu îl direcționează, chiar dacă acele locuri nu erau prevăzute de societate. Această cerere a fost refuzată la întâlnirea din 27 ianuarie 1830 și i-a fost comunicat lui Müller în scris. Decizia a dus la întreruperea colaborării lui cu societatea. S-a mutat din Exmouth la Teignmouth unde a predicat de câteva ori clericilor de acolo, asta a condus ca un număr mare din congregație să îl solicite ca preot al capelei Ebenezer în Shaldon, Devon, pe un salariu de 55 lire pe an. Pe data de 7 octombrie 1830, se căsătorește cu Mary Groves, sora lui Anthony Morris Groves. La sfârșitul lunii octombrie, renunță la salariu spunând congregației că nu vrea să primească bani în urma obligației acesteia ci în urma dorinței ei de a dărui. A renunțat și la stranele preoțești, spunând că oferă un prestigiu de bogăție necinstit, (bazându-se în principiu pe Iacov 2:1-9). 
Müller se mută în Bristol pe data de 25 mai 1832 pentru a începe munca la Capela Bethesda. Împreună cu Henry Craik, a continuat să predice acolo până la moartea sa, fiind devotat în același timp și celorlalte lucrări evangheliste sau caritabile. În 1834 a fondat Instituția Cunoașterii Scripturii de Acasă sau din Străinătate, cu ținta spre școli creștine și misionare; distribuind Biblii și tratate creștine și oferind școli de zi, școli duminicale și școli pentru adulți toate având fundament Biblic. La sfârșitul lunii februarie, în 1834, se găseau deja cinci școli de zi – două pentru băieți și trei pentru fete. Fără suport financiar din partea guvernului ci doar acceptarea de daruri pe care nu le cerea în avans, această organizație a primit și plătit 1.381.171 lire sterline (aproximativ 2.718.844 dolari americani) – în jur de 90 de milioane de lire sterline în zilele noastre – până la moartea sa, banii au fost folosiți în primul rând pentru susținerea orfelinatelor și distribuirea a aproximativ 285.407 de Biblii, 1.459.506 Noi Testamente și 244.351 alte texte religioase, care erau traduse în alte douăzeci de limbi. Banii erau folosiți și pentru susținerea altor “misionari prin credință” de peste tot din lume precum Hudson Taylor. Lucrarea continuă și azi.

## Orfelinate
Munca lui Müller și soției sale cu orfelinatele a început în 1836 cu pregătirea propriei lor case la 6 Wilson Street, Bristol oferind adăpost pentru treizeci de fete. La scurtă vreme, se deschid alte trei case în Wilson Street, numărul total al copiilor de care aveau grija crescând la 130. În 1845, după cum creșterea continuă, Müller își dă seama că are nevoie de o altă casă cu o capacitate de 300 de locuri, iar în 1849, la Ashley Down, Bristol acea casă se deschide. Arhitectul care era însărcinat să elaboreze planurile a întrebat dacă poate face acest lucru gratuit. La 26 mai 1870, 1.722 de copii erau adăpostiți în cinci case, și totuși era loc de 2.050. (Casa nr.1 – 300, nr. 2 – 400, nr. 3, 4, și 5 – 450 fiecare). Într-un an de zile se găseau 280 de orfani în nr 1, 356 în nr. 2, 450 în nr. 3 și 4, și 309 în casa nr. 5. 
Prin toate acestea, Müller nu a cerut niciodată suport financiar, și nu a avut nici datorii, deși construcția celor cinci case a costat peste 100.000 de Lire Sterline. De foarte multe ori a primit hrana pe care nici nu o solicita cu câteva ore înaintea orei de masă, iar asta i-a întărit credința în Dumnezeu. Spre exemplu, într-o zi îi mulțumeau lui Dumnezeu pentru micul dejun stând la masă, dar pe masă nu se găsea nimic. Cum au terminat rugăciunea, brutarul bate la ușă și le oferă suficientă pâine pentru toată lumea, apoi lăptarul le oferă suficient lapte proaspăt pentru că mașina lui tocmai se stricase în fața orfelinatului. În toți acești ani Muller mărturisește că nici o masă nu a întârziat mai mult de jumătate de ora.

## Evanghelism
În 26 martie 1875, la vârsta de 70 de ani, după moartea primei soții în 1870 și recăsătorirea cu Susannah Grace Sanger în 1871 Muller și Susannah încep o perioadă de 17 ani de călătorii misionare. Müller întotdeauna se aștepta să plătească pentru călătorie și gazda din darurile pe care le primea fără să le ceară. Chiar dacă cineva se oferea să îi plătească cazarea la hotel, Müller înregistra asta. A călătorit peste 381.869 km, o realizare incredibilă pentru vremurile pre-aviației. Abilitățile sale lingvistice i-a oferit posibilitatea să predice în engleză, franceză și germană iar predicile erau traduse în limba locală în momentele când nu putea folosi engleza, franceza sau germana. În 1892, se întoarce în Anglia, unde decedează pe data de 10 martie 1898 în noua casă pentru orfani nr. 3.
| De la              | La               | Loc                                                                                               |
| ------------------ | ---------------- | ------------------------------------------------------------------------------------------------- |
| 26 martie 1875     | 6 iulie 1875     | Anglia                                                                                            |
| 15 august 1875     | 5 iulie 1876     | Anglia, Scoția li Irlanda                                                                         |
| 16 august 1876     | 25 iunie 1877    | Elveșia, Germania li Olanda                                                                       |
| 18 august 1877     | 8 iulie 1878     | Canada li Statele Unite (incluzând o vizită la Casa Albă)                                         |
| 5 septembrie 1878  | 18 iunie 1879    | Elveția, Franța, Spania și Italia                                                                 |
| 27 august 1879     | 17 iunie 1880    | Statele Unite și Canada                                                                           |
| 15 septembrie 1880 | 31 mai 1881      | Canada și Statele Unite                                                                           |
| 23 august 1881     | 30 mai 1882      | Egipt, Palestina, Siria, Asia Mică, Turcia și Grecia                                              |
| 8 august 1882      | 1 iunie 1883     | Germania, Austria, Ungaria, Boemia, Rusia și Polonia                                              |
| 26 septembrie 1883 | 5 iunie 1884     | India                                                                                             |
| 18 august 1884     | 2 octombrie 1884 | Anglia și Sudul Wales-ului                                                                        |
| 16 mai 1885        | 1 iulie 1885     | Anglia                                                                                            |
| 1 septembrie 1885  | 3 octombrie 1885 | Anglia și Scoția                                                                                  |
| 4 noiembrie 1885   | 13 iunie 1887    | Statele Unite, Australia, China, Japonia, Strâmtoarea Malacca, Singapore, Penang, Colombo, Franța |
| 10 august 1887     | 11 March 1890    | Australia, Tasmania, Noua Zeelanda, Ceylon și India                                               |
| 8 august 1890      | Mai 1892         | Germania, Elveția, Austria și Italia                                                              |